# Cantonul Montigny-le-Bretonneux
Cantonul Montigny-le-Bretonneux este un canton din arondismentul Versailles, departamentul Yvelines, regiunea Île-de-France , Franța.

## Comune
- Guyancourt
- Montigny-le-Bretonneux (reședință)